# ニーバル・サワブテア
ニーバル・サワブテア（Nibal Thawabteh）は、パレスチナの女性の権利活動家。ビルゼイト大学で勤務する。

## 生涯
サワブテアは、ベイト・ファジャール町議会に初めて女性として当選し、7年間勤務した。独自の研修マニュアルを作成し、他の女性が議会の議席を獲得するのを支援するために働いた。2005年に設立した月刊新聞「Al Hal」（「状況」の意）では、近親相姦、一夫多妻制、名誉殺人、違法な結婚、レズビアン、貧しい人々の窮状など、議論を呼ぶ社会問題を取り扱う。  2008年には、新聞の編集長兼寄稿者になった。 新聞の創刊号では、マフムード・アッバースの妻であるアミナ・アッバースの写真を表紙に使用し、多くの論争を呼んだ。ニーバルによると、アミナが公に出たのはその写真が初めてであった。ニーバルは、読み書きのできない女性の窮状についてテレビの脚本を書いたり、パレスチナ女性の自殺問題についてドキュメンタリーを書いたり制作したりすることで、社会問題に注目を集める。 調査報道やクリエイティブ・ライティングも教える。 
ニーバルは、2008年の国際勇気ある女性賞を受賞した。
2015年、パレスチナの国家メディア政策にも関与する、ビルゼイト大学のメディア開発センターの所長を務めた。